# Eckwersheim

Eckwersheim este o comună în departamentul Bas-Rhin, Franța. În 1 ianuarie 2022 avea o populație de 1.428 de locuitori.